# Пломба-затяжка

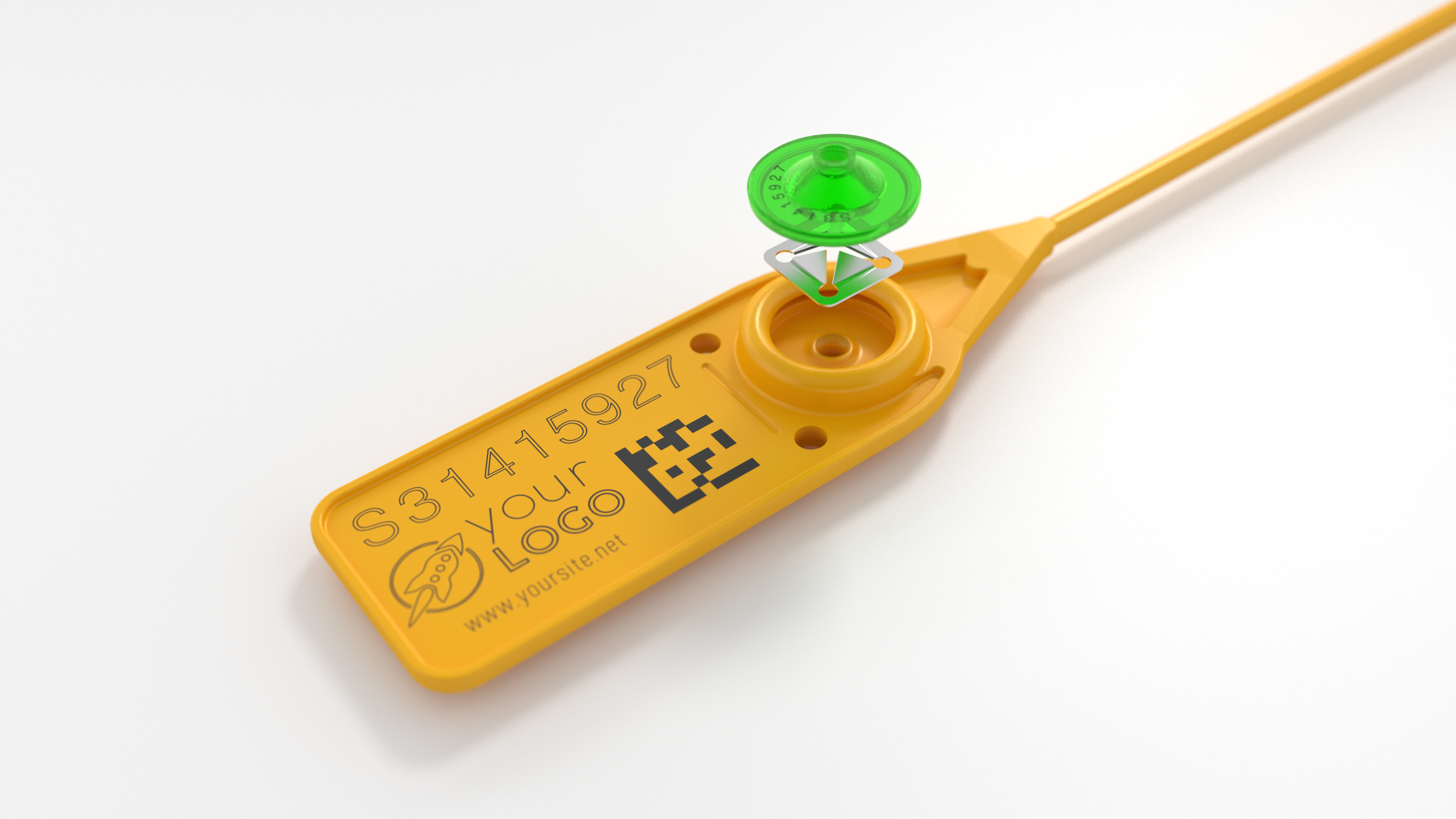
Пломба-затяжка GST

Пломба затяжка типу Pull-up (затяжка, стяжка, універсальна) — є найбільш простим і надійним пристроєм з одноразових пломб, які обмежують доступ до закритих об'єктів для осіб, які не мають допуску. Пломби-затяжки потрібні в тих випадках, коли використання більш складних заходів безпеки є неможливим або недоцільним. Пломба встановлюється не для фізичного захисту пломбованого об'єкту, а для індикації втручання або спроби втручання.

## Рівні захисту
Пломба-затяжка використовує кілька рівнів захисту:
- індивідуальний номер;
- індивідуальний логотип;
- захист замкового механізму від прямого доступу;
- можливість контролю стану замикаючого механізму (цанга);
- матеріал виготовлення цанги;
- спосіб маркування (тамподрук або лазерне маркування).

Будь-яка спроба обійти один з цих рівнів захисту повинна бути замітна одразу.

## Контроль доступу
Пломба дає можливість надати контроль доступу до таких об'єктів, як: складські приміщення, ємності, автомобілі, контейнери, бензоколонки, офіси, грошові сховища в банках, інкасаторські сумки, ігрові автомати, шафи, багаж і багато інших об'єктів. Також захищають від підробки продукти харчування (риба, м'ясо, мед), хутро тварин при виробленні та інше. 

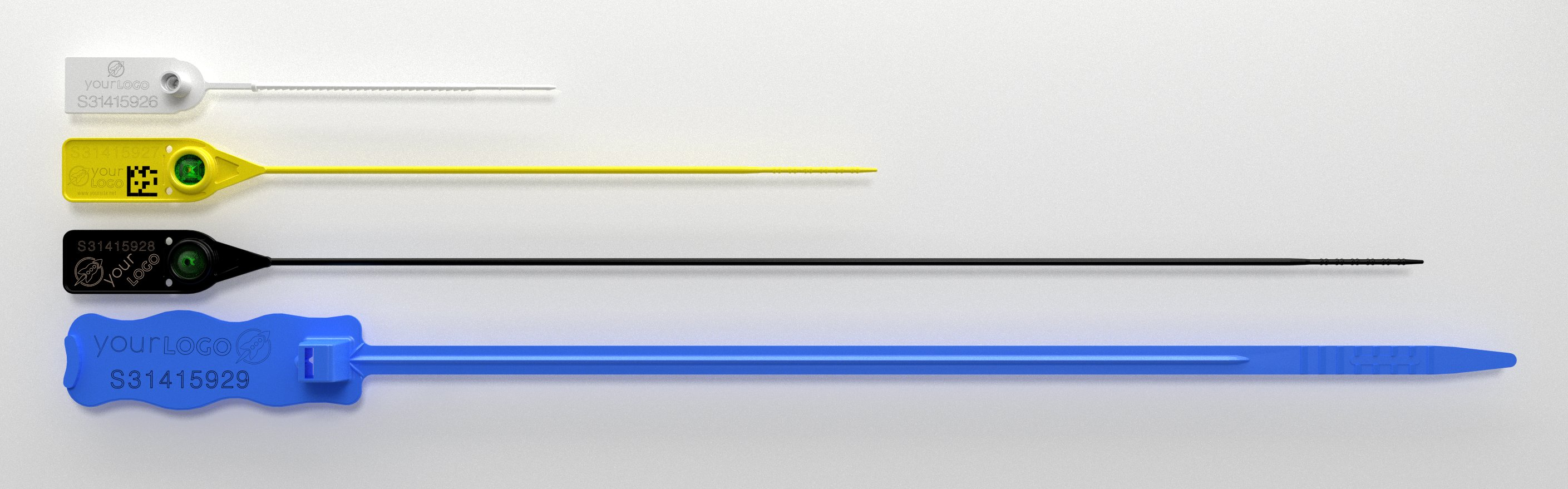
Зразок пломби GST

## Конструкція пломби-затяжки
Конструкція пломби Pull-up виконана у вигляді пластикових стріл, що з одного боку мають поверхню для маркування індивідуального номера та замковий механізм, а з іншого пластиковий трос. Трос при протягування в цангу утворює петлю, яку неможливо роз'єднати без пошкодження троса. Його цілісність контролюється через прозорий ковпачок.

## Переваги та недоліки
Переваги:
- можливість візуального контролю цілісності;
- легкість в установці;
- висока якість і неможливість розкриття без пошкодження;
- унікальна нумерація, що не дозволяє зробити підміну (контролюється виробником);
- невисока ціна.

Недоліки:
- матеріал пломби легко розривається і не може служити скріплювальним елементом.